# 頓河集團軍
頓河集團軍（德語：Heeresgruppe Don）是一個德意志國防軍於第二次世界大戰期間在東方戰線組建的短期存在的集團軍。

## 历史
1942年6月28日，德軍開始了「藍色方案」作戰，將原先的南方集團軍拆成A集團軍與B集團軍。A集團軍目標為奪取高加索一帶的油田，B集團軍則為佔領史達林格勒。
1942年11月19日，蘇聯紅軍發動了「天王星作戰」，於史達林格勒週邊展開了反攻。包括德軍、羅馬尼亞軍在內的軸心國軍被蘇軍擊退，必須重組戰線。因此希特勒於1942年11月22日以第11軍團司令部為核心，結合第6軍團的預備隊—第62、第294、第336步兵師，駐於德國本土的第11裝甲師，駐法國的第6裝甲師組成了新的「頓河集團軍」，司令埃里希·馮·曼斯坦元帅，总参谋长弗里德里希·舒尔茨上将。
该集团军群最初试图通过第4装甲集团军从科捷尔尼科沃地区对围攻圈发起进攻，来解救第6集团军（称「冬季風暴行動」）。然而阿道夫·希特勒禁止第6集团军从斯大林格勒突围。对于斯大林格勒包围以及1942年的南俄局势，曼施坦因这样回忆：
|  | 到了1943年1月中旬，东线南翼的作战情况已经到了山穷水尽的阶段。其种子在1942年晚秋时节即已经洒播了，当时我们的军事指挥当局曾经使我们的正面冻结在一条线上，从长期的观点来看，这条线不可能守住。自从1942年圣诞节左右起，第6集团军突围的最后希望就已经完全丧失了。仅仅由于德军官兵的苦战，才使更大的悲剧不曾发生。 第6集团军已经注定了它的命运。现在它所能做到的，就只是拼掉它这一点有限的兵力，尽量牵制住强大的敌军，这也是它对于在顿河湾和高加索两地区中的战友所能尽到的最后努力。 |

苏联的朱可夫元帅说：
|  | 我们现在知道曼施坦因营救斯大林格勒被包围部队的计划是在科捷利尼科沃和托尔莫辛组织两支突击部队。而这次尝试是一个彻底的失败。 |

1943年1月31日，第6集团军司令保盧斯投降。2月1日，包圍圈內最後的部隊——第11軍宣佈投降，斯大林格勒戰役結束。第6軍團23萬人除了4萬傷病被運出包圍圈，其餘全軍覆沒。2月12日，頓河集團軍解散，併入南方集團軍中。
| 日期       | 所属单位                                                                 |
| ---------- | ------------------------------------------------------------------------ |
| 1942年12月 | 霍利特集团军、罗马尼亚第3集团军、第6集团军、第4装甲集团军                |
| 1943年1月  | 霍利特集团军、罗马尼亚第3集团军、第6集团军、第4装甲集团军、第1装甲集团军 |
| 1943年2月  | 霍利特集团军、罗马尼亚第3集团军、第1装甲集团军、第4装甲集团军            |